# جورج لومير (نحات)
جورج لومير (بالفرنسية: Georges Lemaire)‏ (و. 1853 – 1914 م) هو نحات، وميدالي ‏ فرنسي، توفي في باريس، عن عمر يناهز 61 عاماً.

## جوائز
حصل على جوائز منها:

وسام جوقة الشرف من رتبة فارس